# تیمچه و سرای بخشی

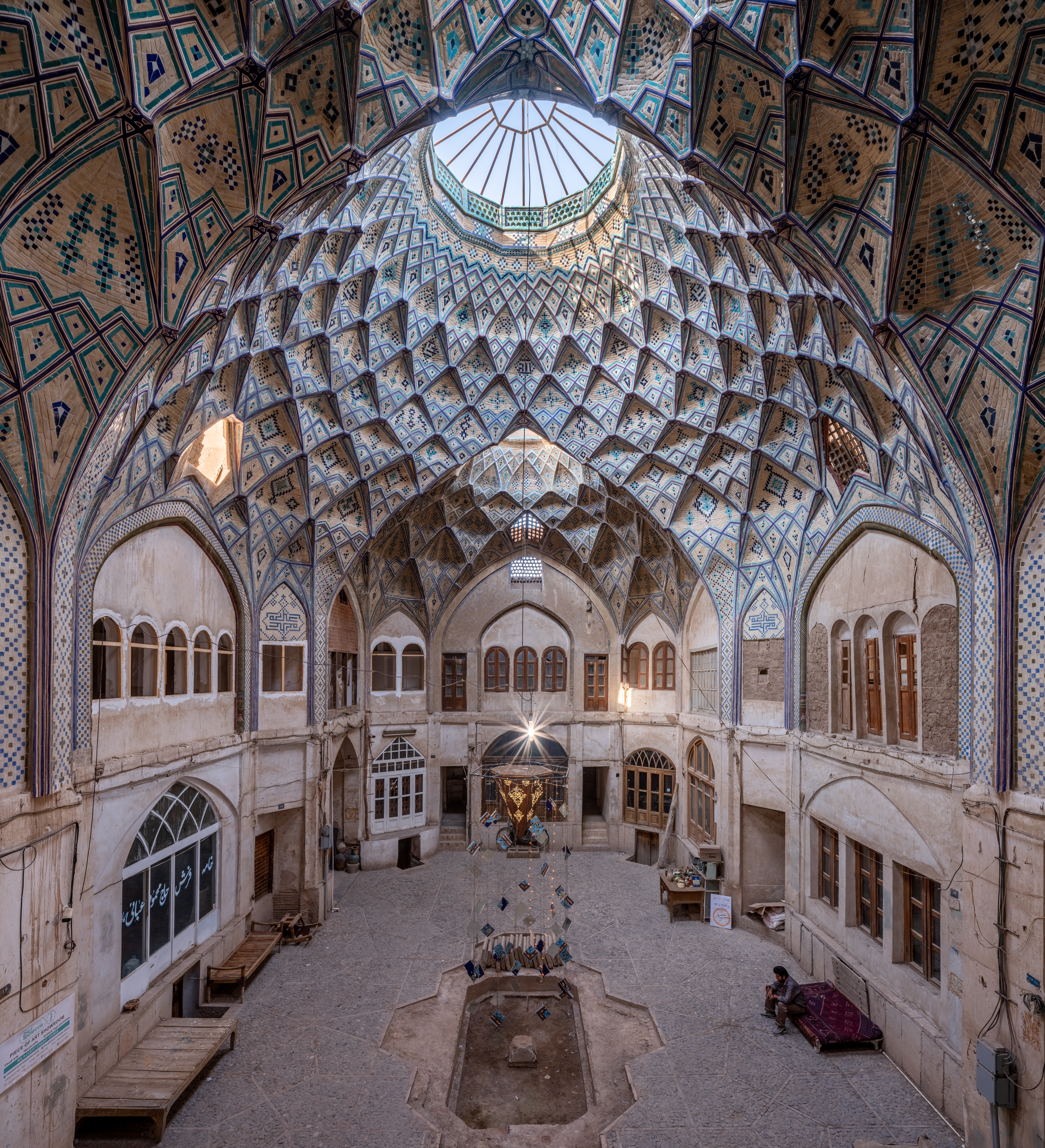
نگاره‌ای از تیمچهٔ بخشی در بازار کاشان.

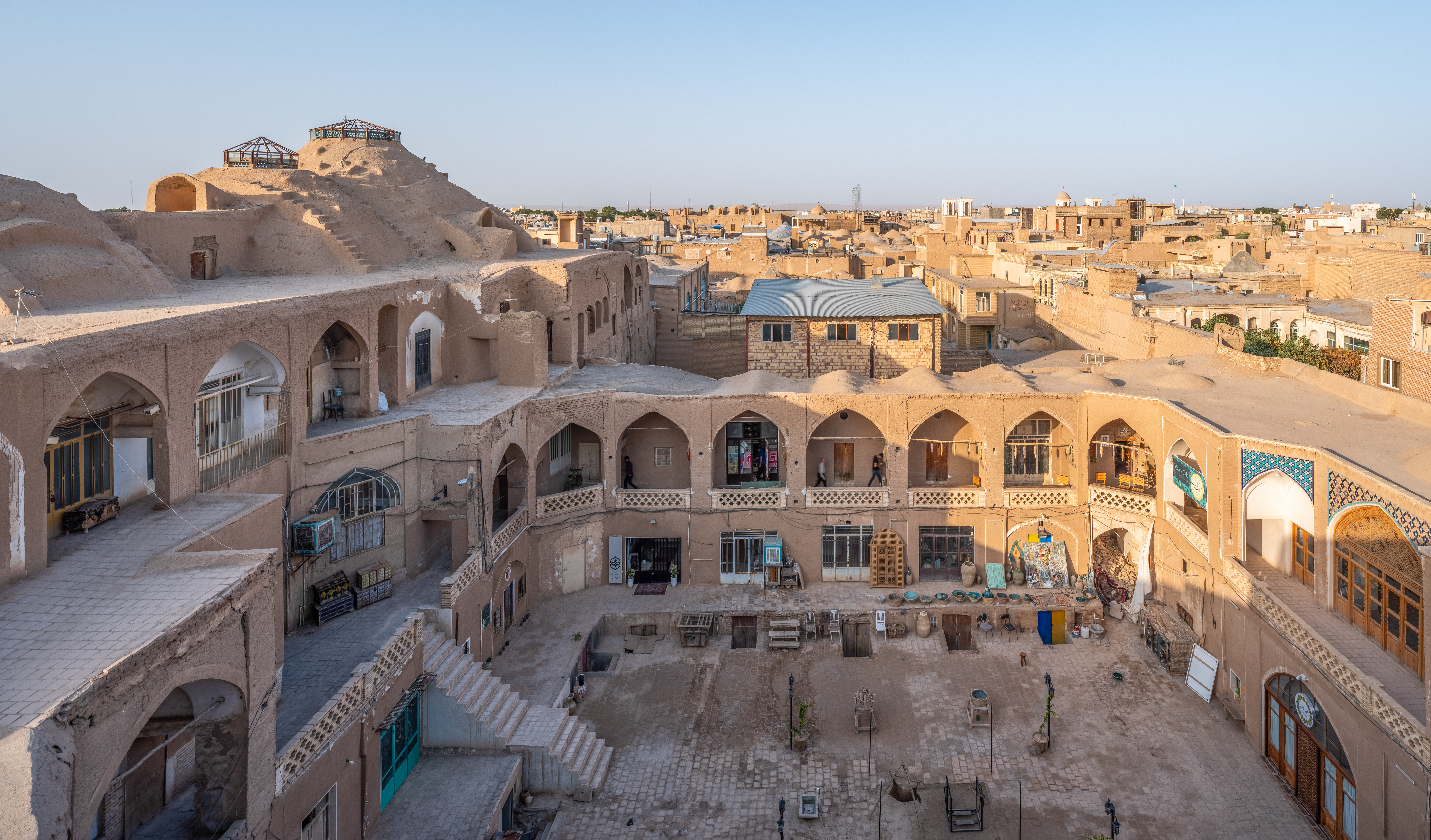
نگاره‌ای از فضای باز سرای بخشی.

تیمچه و سرای بخشی یا کاروانسرای بخشی، بنایی مربوط به دورهٔ قاجاریان است که در راستهٔ بازار کاشان بنا شده‌است. بانی مجموعه، حسین بخشی نام داشته‌است.
بنای بخشی مجموعه‌ای از فضاهای باز و بسته است، تیمچه و سرا و یک هشتی به شکل تیمچه‌ای کوچک که آن دو را به یکدیگر و به بازار کاشان مرتبط کرده‌است. تیمچهٔ بخشی در مجاورت تیمچهٔ امین‌الدوله قرار دارد.